# Seydelia geometrica
Seydelia geometrica là một loài bướm đêm thuộc phân họ Arctiinae, họ Erebidae.